# Dorthe Zielke
Dorthe Zielke (født 26. april 1977 i Kolding) er en dansk trompetist, der især er kendt for at spille i kirkerum.
Zielke er uddannet fra Det Kongelige Danske Musikkonservatorium og har gennem mange år spillet for flere kendte orkestre og ensembler, bl.a. for DR SymfoniOrkestret, Det Kongelige Kapel, flere landsdelsorkestre samt Radiosymfoniorkestrene i Berlin og Frankfurt, Europa Philharmonie og Mahler Chamber Orchestra.
Hun har siden 1998 dannet makkerpar med organist og dirigent Søren Johannsen, og de har sammen udgivet fire cd'er med klassiske værker fortolket for orgel og trompet.